# Station Świerczyna Drawska
Station Świerczyna Drawska was een spoorwegstation in de Poolse plaats Świerczyna.